# Лентул Батиат
Гней Корне́лий Ле́нтул Батиа́т (лат. (Gnaeus Cornelius) Lentulus Batiatus/Vatia; возможно, правильнее — Ватия́; умер после 56 года до н. э.) — римский основоположник собственной гладиаторской школы в Капуе (близ Везувия), на юге Италии. Именно из этой школы в 73 году до н. э. сбежали фракийский раб Спартак и от 70 до 78 его последователей. Их побег стал началом крупнейшего восстания рабов, известного как восстание Спартака (73—71 годы до н. э.). Известно, что Батиат имел виллу неподалёку от гладиаторской школы.
Британский учёный-литератор Дэвид Р. Шэклтон-Бейли отмечал, что его имя записывается древними историками как «Batiatus», что может быть искажённой формой от «Vatia», то есть настоящим именем было «Ватия» (Vatia). Также он заметил, что данное при рождении имя Servilius Vatia могло быть преобразовано римлянами в Cornelii Lentuli, или же данное при рождении имя Cornelius Lentulus — в Servilii Vatiae. Исходя из этого, в современной историографии предполагается, что Лентул мог приходиться племянником консулу 79 года до н. э. Публию Сервилию Ватии, а в 68 году до н. э. — состоять в коллегии народных трибунов.

## Образ в кино
- 1960 год: «Спартак» Стэнли Кубрика. Роль исполнил Питер Устинов. За эту роль актёр был награждён премией «Оскар» за лучшую мужскую роль второго плана.
- 2004 год: телефильм Роберта Дорнхельма «Спартак». Роль исполнил Иэн Макнис.
- 2010 год: телесериал «Спартак: Кровь и песок» телеканала Starz. Роль исполнил Джон Ханна[5].
- 2011 год: телесериал «Спартак: Боги арены». Роль исполнил Джон Ханна.

## Образ в литературе
- «Спартак», Рафаэлло Джованьоли, исторический роман, 1874 год